# Pseudoleskea chilensis
Pseudoleskea chilensis là một loài Rêu trong họ Leskeaceae. Loài này được (Lorentz) Ochyra miêu tả khoa học đầu tiên năm 1987.